# Owen Geleijn
Owen Geleijn (Rijsenhout, 14 januari 2001) is een Nederlands wielrenner die in 2024 prof werd bij TDT-Unibet Cycling Team.

## Carrière
Als eerstejaars belofte werd Geleijn opgenomen in de opleidingsploeg van Jumbo-Visma. In zijn eerste seizoen reed hij onder meer de Ster van Zwolle en, namens de hoofdmacht, de Ronde van Tsjechië. In maart 2021, zijn tweede seizoen bij de ploeg, werd hij zevende in de GP Adria Mobil. Later dat jaar won hij, samen met zijn ploeggenoten, de openingsploegentijdrit in de Kreiz Breizh Elites. Een jaar later won hij het bergklassement in de Vredeskoers voor beloften. Voor het seizoen 2023 verlengde Geleijn, in tegenstelling tot eerdere berichtgeving, zijn contract bij de ploeg. Hij werd dat seizoen onder meer derde in het eindklassement van de Ronde van Friuli-Venezia Giulia en vijfde in Parijs-Tours voor beloften.
In 2024 werd Geleijn prof bij TDT-Unibet Cycling Team. Zijn debuut voor de ploeg maakte hij in de Ronde van Antalya.

## Overwinningen
2021
1e etappe Kreiz Breizh Elites (ploegentijdrit)
2022
Bergklassement Vredeskoers

### Resultaten in voornaamste wedstrijden
|      | \| Jaar \| Amstel Gold Race \| \| ---- \| ---------------- \| \| 2024 \| 101e \| |
| Jaar | Amstel Gold Race                                                                 |
| 2024 | 101e                                                                             |

## Ploegen
- 2020 –  Jumbo-Visma Development Team
- 2021 –  Jumbo-Visma Development Team
- 2022 –  Jumbo-Visma Development Team
- 2023 –  Jumbo-Visma Development Team
- 2024 –  TDT-Unibet Cycling Team
- 2025 –  Unibet Tietema Rockets

Bloem · Bomboi · Bouts · Budding · Christophersen · de Vries · Geleijn · Huens · Huyet · Inkelaar · Johannink · Kopecký · Kyffin · Loockx · Maire · Nielsen · Paige · Pedersen · Stockman · Stokbro · Ťoupalík
Bloem · Bomboi · Budding · Carboni · Christophersen · de Vries · Eiking · Geleijn · Huens · Huyet · Inkelaar · Johannink · Kopecký · Kubiš · Kyffin · Loockx · Maire · Meris · Mouris · Nielsen · Paige · Stockman · Stokbro · Ťoupalík · Verschuren